# عزربعل القرطاجي

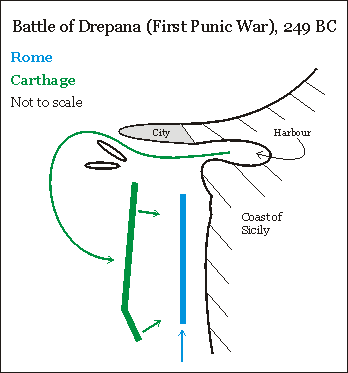
معركة دريباناي

عزربعل القرطاجي (باليونانية Ατάρβας، توفي سنة 230 قبل الميلاد) كان أميرال الأسطول القرطاجي الذي حارب الرومان للسيطرة على البحر الأبيض المتوسط أثناء الحرب البونيقية الأولى (41-264 قبل الميلاد).

تم وضعه حاكما على ميناء دريباناي في صقلية، وهزم تماما القنصل الروماني بوبليوس كلوديوس بولشر في معركة دريباناي في سنة 249 ق-م.